# Mirena Küng
Mirena Küng (Appenzello, 29 maggio 1988) è un'ex sciatrice alpina svizzera.

## Biografia
Originaria di Steinegg di Rüte, la Küng ha fatto il suo esordio nel Circo bianco il 22 dicembre 2006 partecipando a uno slalom gigante valido come gara FIS a Sankt Moritz, senza concluderlo, e ha partecipato per la prima volta a una gara di Coppa Europa il 13 dicembre 2008 nella medesima località in supergigante, senza completare la gara. Ha debuttato in Coppa del Mondo in occasione della supercombinata tenutasi a Tarvisio il 4 marzo 2011, dove ha concluso 31ª; l'11 gennaio 2012, sul tracciato austriaco di Bad Kleinkirchheim, ha conquistato il suo unico podio in Coppa Europa vincendo la discesa libera in programma.
In Coppa del Mondo ha ottenuto il suo miglior piazzamento  il 2 marzo 2012 a Garmisch-Partenkirchen in discesa libera (14ª) e ha disputato la sua ultima gara di Coppa del Mondo nella medesima località il 7 febbraio 2016, senza completare il supergigante in programma.  Si è ritirata al termine di quella stagione 2015-2016 e la sua ultima gara è stata un supergigante FIS disputato il 9 aprile a Zinal, chiuso dalla Küng al 14º posto; in carriera non ha preso parte né a rassegne olimpiche né iridate.

## Palmarès

### Coppa del Mondo
- Miglior piazzamento in classifica generale: 86ª nel 2013

### Coppa Europa
- Miglior piazzamento in classifica generale: 31ª nel 2011
- 1 podio:
  - 1 vittoria

#### Coppa Europa - vittorie
| Data            | Località           | Paese   | Specialità |
| --------------- | ------------------ | ------- | ---------- |
| 11 gennaio 2012 | Bad Kleinkirchheim | Austria | DH         |

Legenda:

DH = discesa libera

### South American Cup
- Miglior piazzamento in classifica generale: 3ª nel 2009
- 5 podi:
  - 1 secondo posto
  - 4 terzi posti

### Campionati svizzeri
- 1 medaglia[2]:
  - 1 argento (discesa libera nel 2012)